# Lista de deputados estaduais do Espírito Santo da 13.ª legislatura
Esta é a lista de deputados estaduais do Espírito Santo para a legislatura 1995–1999. Estavam em jogo 30 cadeiras na Assembleia Legislativa do Espírito Santo.

## Composição das bancadas
| Partido | Líder                 | Bancada | Posição      |
| ------- | --------------------- | ------- | ------------ |
| PTB     | Magno Malta           | 5 / 30  | Independente |
| PPR     | Marcos Madureira      | 4 / 30  | Oposição     |
| PSDB    | Lelo Coimbra          | 4 / 30  | Oposição     |
| PT      | Brice Bragato         | 4 / 30  | Governo      |
| PMDB    | Marcelino Fraga       | 4 / 30  | Oposição     |
| PDT     | Sérgio Vidigal        | 3 / 30  | Independente |
| PSB     | Carlos Alberto Lyrio  | 2 / 30  | Governo      |
| PFL     | Benedito Enéas Muqui  | 2 / 30  | Oposição     |
| PMN     | Max Mauro Filho       | 1 / 30  | Governo      |
| PL      | José Gotardo Spadetto | 1 / 30  | Oposição     |

## Deputados estaduais
| Número | Deputados estaduais eleitos | Partido | Votação | Percentual | Cidade onde nasceu      | Unidade federativa |
| 11190  | Marcos Madureira            | PPR     | 22.404  | 2,25%      | Cachoeiro de Itapemirim | Espírito Santo     |
| 40180  | Carlos Alberto Lyrio        | PSB     | 15.397  | 1,55%      | São Mateus              | Espírito Santo     |
| 45299  | Antário Teodoro Filho       | PSDB    | 14.340  | 1,44%      | Vitória                 | Espírito Santo     |
| 14222  | Juca Gama                   | PTB     | 14.080  | 1,41%      | São Mateus              | Espírito Santo     |
| 12130  | Sérgio Vidigal              | PDT     | 13.203  | 1,33%      | Vitória                 | Espírito Santo     |
| 45110  | Paulo Sergio Borges         | PSDB    | 13.045  | 1,31%      | Vila Velha              | Espírito Santo     |
| 33133  | Max Mauro Filho             | PMN     | 12.669  | 1,27%      | Vila Velha              | Espírito Santo     |
| 11120  | Nilton Gomes                | PPR     | 12.576  | 1,26%      | Serra                   | Espírito Santo     |
| 14220  | Ricardo Ferraço             | PTB     | 12.223  | 1,23%      | Cachoeiro de Itapemirim | Espírito Santo     |
| 12244  | Jair de Oliveira            | PTB     | 12.031  | 1,21%      | Campo do Meio           | Minas Gerais       |
| 13113  | Cláudio Vereza              | PT      | 12.022  | 1,21%      | Aimorés                 | Minas Gerais       |
| 14245  | Magno Malta                 | PTB     | 10.997  | 1,10%      | Macarani                | Bahia              |
| 11101  | José Ramos Furtado          | PPR     | 10.915  | 1,10%      | Alegre                  | Espírito Santo     |
| 11113  | Lourival Berger             | PPR     | 10.832  | 1,09%      | Santa Maria de Jetibá   | Espírito Santo     |
| 25121  | José Carlos Gratz           | PFL     | 10.249  | 1,03%      | Ibiraçu                 | Espírito Santo     |
| 12179  | Enivaldo dos Anjos          | PDT     | 10.044  | 1,01%      | Barra de São Francisco  | Espírito Santo     |
| 12122  | Moacyr Carone Assad         | PDT     | 9.594   | 0,96%      | Anchieta                | Espírito Santo     |
| 45177  | Lelo Coimbra                | PSDB    | 9.476   | 0,95%      | Vitória                 | Espírito Santo     |
| 14200  | Gilson Gomes                | PTB     | 9.390   | 0,94%      | Afonso Cláudio          | Espírito Santo     |
| 15117  | Marcelino Fraga             | PMDB    | 8.998   | 0,90%      | Muqui                   | Espírito Santo     |
| 13213  | Brice Bragato               | PT      | 8.797   | 0,88%      | Conceição do Castelo    | Espírito Santo     |
| 40111  | José Luiz Balestrero        | PSB     | 8.719   | 0,88%      | Viana                   | Espírito Santo     |
| 25122  | Benedito Enéas Muqui        | PFL     | 8.368   | 0,84%      | Cachoeiro de Itapemirim | Espírito Santo     |
| 15113  | Nasser Youssef Nasr         | PMDB    | 8.330   | 0,84%      | Nilópolis               | Rio de Janeiro     |
| 15110  | Sávio Martins               | PMDB    | 8.240   | 0,83%      | Jaguaré                 | Espírito Santo     |
| 15124  | Fernando Resende            | PMDB    | 8.122   | 0,82%      | Miracema                | Rio de Janeiro     |
| 45222  | Fátima Couzi                | PSDB    | 7.951   | 0,80%      | Guaçuí                  | Espírito Santo     |
| 22122  | José Gotardo Spadetto       | PL      | 7.283   | 0,73%      | Cariacica               | Espírito Santo     |
| 13133  | José Otávio Baioco          | PT      | 6.591   | 0,66%      | Linhares                | Espírito Santo     |
| 13220  | José Alves Neto             | PT      | 6.415   | 0,64%      | Guarapari               | Espírito Santo     |